# Metepeira pimungan
Metepeira pimungan är en spindelart som beskrevs av Piel 200. Metepeira pimungan ingår i släktet Metepeira och familjen hjulspindlar. Inga underarter finns listade i Catalogue of Life.